# Тасбастау (Жамбылская область)
Тасбастау (каз. Тасбастау, до 199? г. — Благовещенка) — село в Жуалынском районе Жамбылской области Казахстана. Входит в состав Жетитобинского сельского округа. Код КАТО — 314245500.

## Население
В 1999 году население села составляло 480 человек (254 мужчины и 226 женщин). По данным переписи 2009 года, в селе проживало 568 человек (277 мужчин и 291 женщина).

## Известные жители
- Досаев, Гани Кабылбекович (род. 1973) — казахстанский кикбоксер.